# (5358) 1992 QH
(5358) 1992 QH là một tiểu hành tinh vành đai chính. Nó được phát hiện bởi Seiji Ueda và Hiroshi Kaneda ở Kushiro, Hokkaidō, ngày 26 tháng 8 năm 1992.